# Choi In-jeong
Choi In-jeong (* 21. Mai 1990 in Seoul) ist eine südkoreanische Degenfechterin.

## Erfolge
Choi In-jeong gewann auf kontinentaler Ebene zahlreiche Medaillen. So wurde sie zweimal Asienmeister im Einzel sowie dreimal mit der Mannschaft und gewann wettbewerbsübergreifend fünf weitere Silbermedaillen und zwei Bronzemedaillen. Bei den Asienspielen 2014 in Incheon und 2018 in Jakarta gewann sie jeweils Bronze im Einzel sowie Silber mit der Mannschaft. 2018 wurde sie in Wuxi Vizeweltmeisterin mit der Mannschaft. Choi nahm an zwei Olympischen Spielen teil: 2012 belegte sie in London den zwölften Rang im Einzel, mit der Mannschaft schloss sie den Wettbewerb auf dem Silberrang ab. Im Finale unterlag die südkoreanische Equipe China mit 25:39. Bei den Olympischen Spielen 2016 in Rio de Janeiro wurde sie im Einzel Siebte und mit der Mannschaft Sechste. Bei den 2021 ausgetragenen Olympischen Spielen 2020 in Tokio gewann sie mit der Mannschaft die Silbermedaille. Ein Jahr darauf wurde sie in Kairo mit derselben Mannschaft Weltmeisterin. Bei den 2023 ausgetragenen Asienspielen 2022 in Hangzhou gewann sie sowohl im Einzel als auch mit der Mannschaft die Goldmedaille.